# Bente Sørensen

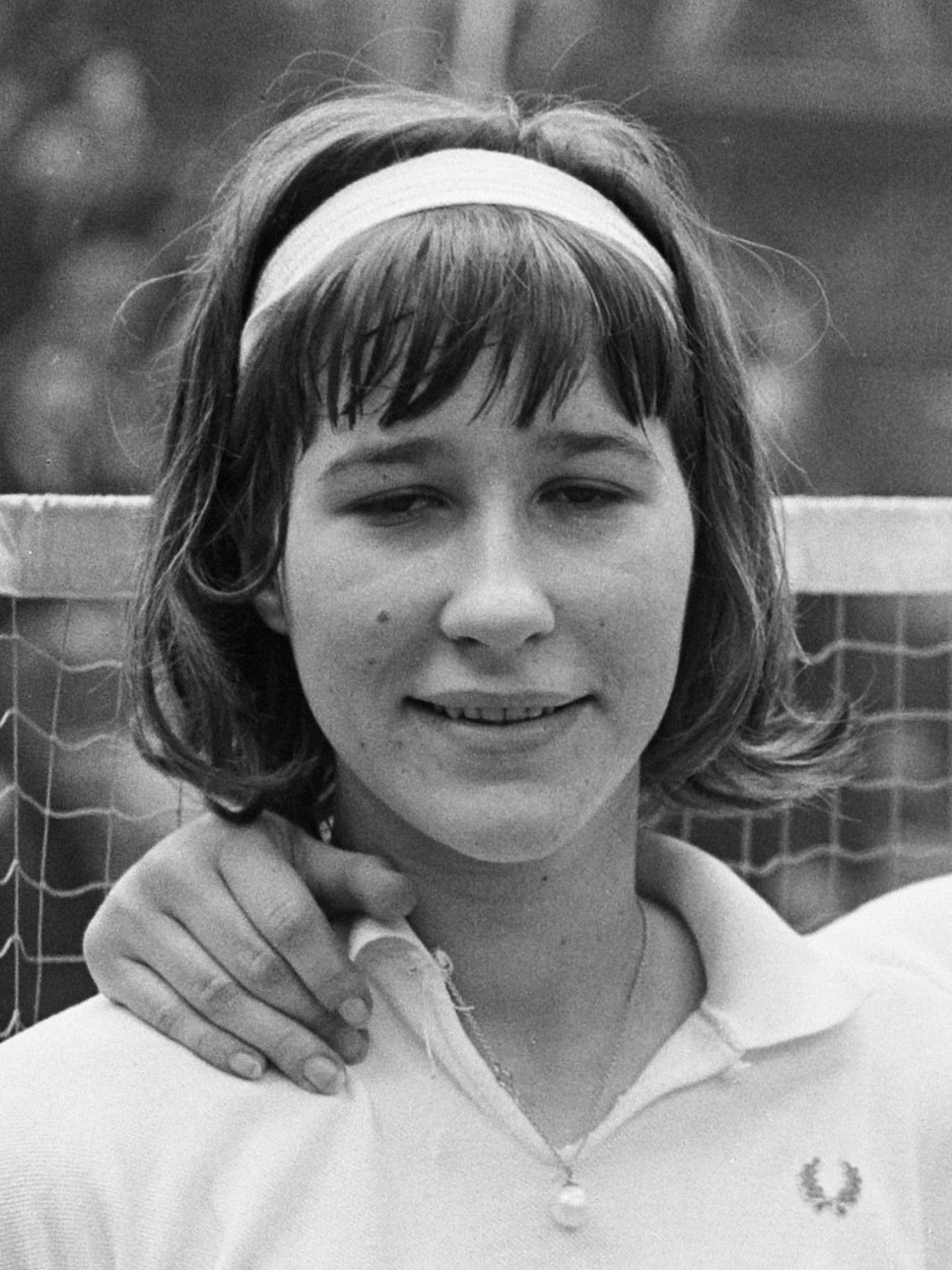
Bente Flindt, 1963

Bente Sørensen (* 1. Februar 1943; geborene Bente Flindt) ist eine ehemalige dänische Badmintonspielerin.

## Karriere
1962 gewann sie bei den Dutch Open den Titel im Damendoppel mit Ulla Rasmussen. Ein Jahr später siegte sie dort mit ihrer Zwillingsschwester Anne Flindt und gewann auch die Einzelwertung. 1964 gewann sie die German Open. Bei der Europameisterschaft 1968 holten sich die Schwestern Bronze im Doppel. Im selben Jahr siegten sie auch bei den Dänischen Einzelmeisterschaften.

## Sportliche Erfolge
| Saison    | Veranstaltung                   | Disziplin   | Platz | Name                                             |
| --------- | ------------------------------- | ----------- | ----- | ------------------------------------------------ |
| 1962      | Dutch Open                      | Damendoppel | 1     | Bente Flindt / Ulla Rasmussen                    |
| 1963      | Dutch Open                      | Damendoppel | 1     | Bente Flindt / Anne Flindt                       |
| 1963      | Dutch Open                      | Dameneinzel | 1     | Bente Flindt                                     |
| 1964      | German Open                     | Mixed       | 1     | Finn Kobberø / Bente Flindt                      |
| 1967/1968 | Dänemark: Einzelmeisterschaften | Damendoppel | 1     | Anne Flindt / Bente Flindt Sørensen, Gentofte BK |
| 1968      | Europameisterschaft             | Damendoppel | 3     | Anne Flindt / Bente Sørensen                     |